# William R. King
William R. King (n. 7 aprilie 1786 - d. 18 aprilie 1853) a fost un politician american, Vicepreședinte al Statelor Unite ale Americii în 1853.